# Ängeltofta

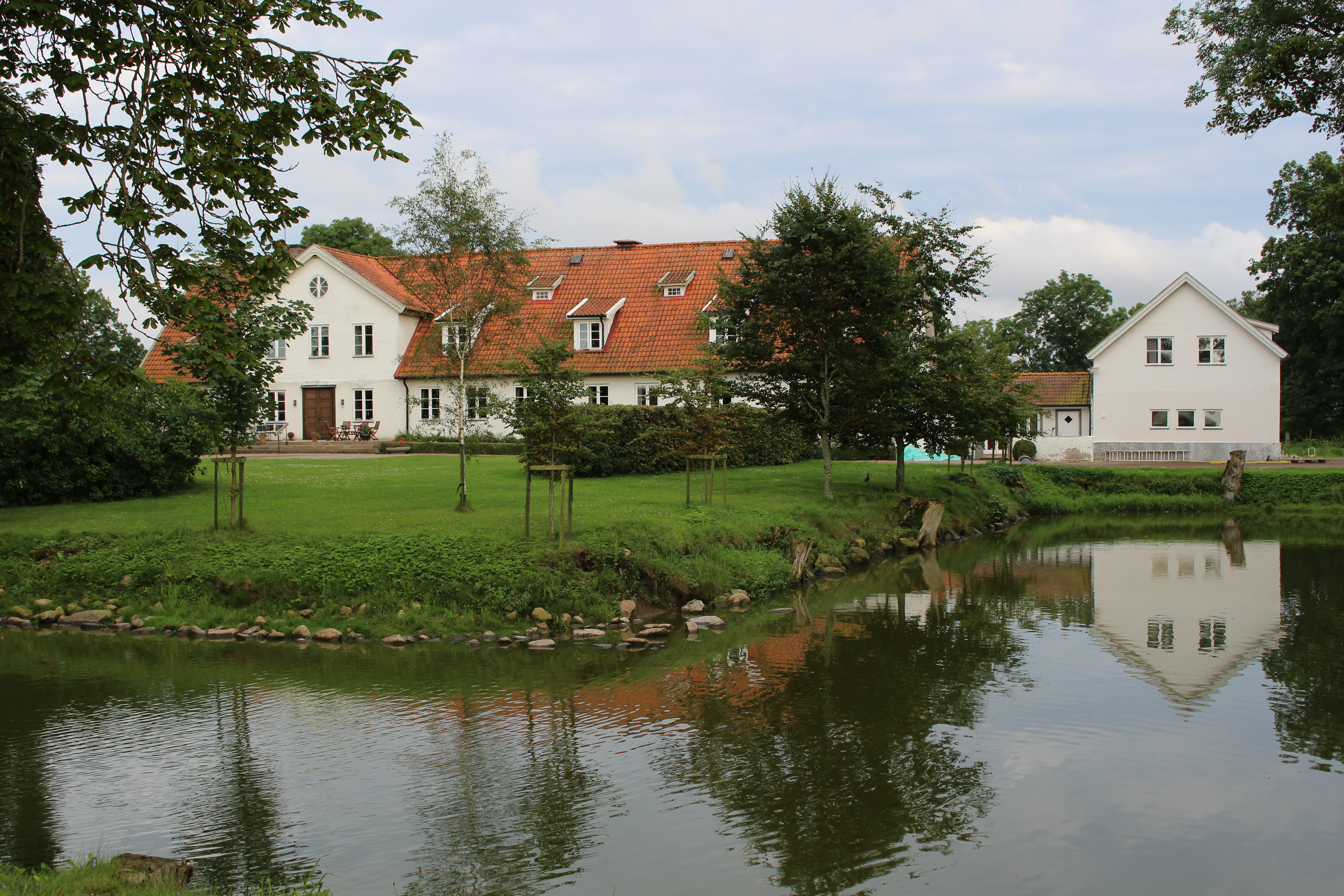
Ängeltofta herrgård

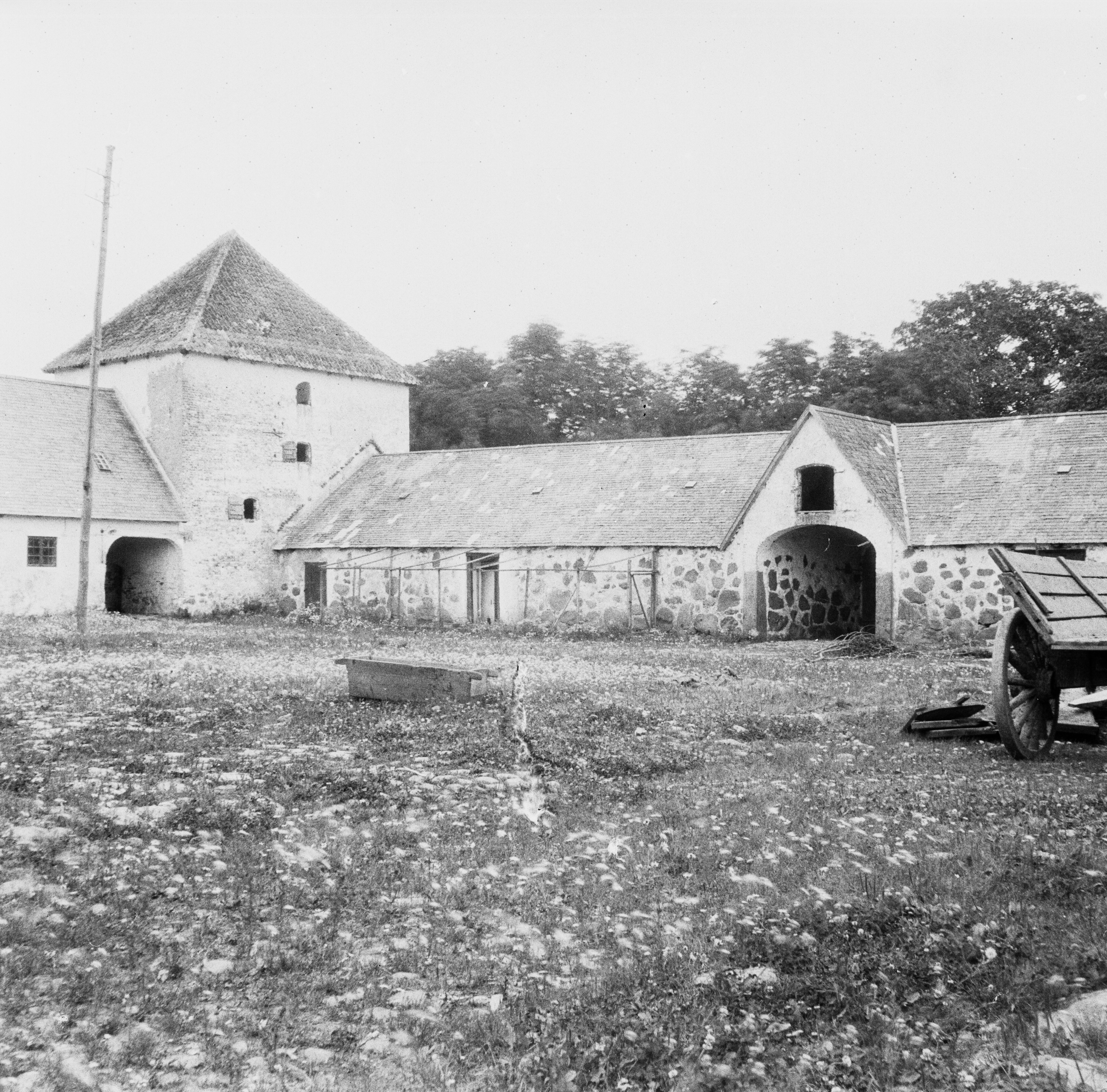
Ladugårdsbyggnaden, tidigt 1900-tal.

Ängeltofta säteri eller Engeltofta är en herrgård i Barkåkra socken i Ängelholms kommun i Skåne. Ängeltofta är även en by.
Huvudbyggnaden, ett långt hus med frontespis, uppfördes 1844–1849. 

## Historia
Ängeltofta ägdes under 1600- och 1700-talen av bland annat medlemmar av släkterna Kruse, Pahl, Frölich och sedan 1784 Stjernswärd. Carl Georg Stiernswärd gjorde genom nyodlingar och nybyggnader Ängeltofta till Sveriges bäst skötta egendom.[källa behövs] 1819 såldes Ängeltofta till Karl XIV Johan och 1844 till Carl Hahne och Johan Ödmansson, som 1855 blev ensam ägare. Från början av 1900-talet var ägaren AB Jersey ladugårdar. Det såldes åter 1953 och efter ytterligare några ägarbyten blev Karin och Thor Bergholtz ägare över gården som numera ägs av deras son Nils-Olof Bergholtz.